# تل گورستان الف A
تل قبرستان الف /A مربوط به دوران‌های تاریخی پس از اسلام است و در شهرستان شیراز، بخش کوار، روستای باغان واقع شده و این اثر در تاریخ ۱۲ بهمن ۱۳۸۱ با شمارهٔ ثبت ۷۱۶۰ به‌عنوان یکی از آثار ملی ایران به ثبت رسیده است.